# 巴達本加火山
巴達本加火山（發音：[ˈpaurðarˌpuŋka] ⓘ），又译为包尔扎冰盖，是冰島的火山，位於該國中部瓦特納冰原西北部，海拔高度2,009米，是該國第二高山峰，最近一次火山噴發在2014年發生。

## 外部連結
- Michigan Tech Geological Engineering and Sciences – Bárðarbunga/Grimsvötn Volcanoes （页面存档备份，存于）